# Tommaso Magistro
Tommaso Magistro, anche conosciuto con il nome assunto da monaco, ovvero Teodùlo Monaco (gr. Θωμᾶς ὁ Μάγιστρος: lat. Thomas Magister, cioè Magister officiorum; Tessalonica, fine del XIII secolo – 1330 circa), è stato un filologo, grammatico e scrittore bizantino, nonché consigliere personale dell'imperatore bizantino Andronico II Paleologo (1282-1328).

## Opere
La sua opera principale è l'᾿Εκλογὴ ὀνομάτων καὶ ῥημάτων ᾿Αττικῶν (Scelta di nomi e verbi attici; in latino Ecloga vocum atticarum), un elenco di parole e frasi usate dagli autori attici, parzialmente disposto in ordine alfabetico e compilato affinché fosse di aiuto per scrivere in greco, attraverso le opere di Frinico, Ammonio, Erodiano e Meride. Magistro scrisse anche scoli alle tragedie di Eschilo, Sofocle ed Euripide (di quest'ultimo compilò persino una biografia) ed a tre commedie di Aristofane; gli scoli a Pindaro, che due manoscritti gli attribuiscono, vengono ora assegnati a Demetrio Triclinio. Tommaso Magistro, tuttavia, non compose solo opere grammaticali ed esegetiche, ma si cimentò anche in vere opere letterarie. I suoi discorsi e lettere consistono parzialmente di declamazioni su usuali temi sofistici, in parte riguardo ad eventi storici a lui contemporanei: una discussione tra i padri di Cinegiro e Callimaco (due ateniesi caduti nella Battaglia di Maratona) su chi avesse l'onore di essere elogiato prima con un'orazione funebre; una discussione sui doveri dell'imperatore e dei suoi sudditi; una difesa del generale bizantino Candreno indirizzata all'imperatore; una lettera sulle crudeltà dei Catalani e dei Turchi in Tessaglia e Macedonia; una lettera elogiativa a Teodoro Metochite ed un panegirico sul re di Cipro.